# بيمان سلماني
بيمان سلماني (18 أبريل 1994 بأصفهان في إيران - ) هو لاعب كرة قدم إيراني في مركز حراسة المرمى. لعب مع نادي ذوب آهن أصفهان.

## وصلات خارجية
- بيمان سلماني على موقع قاعدة بيانات كرة القدم.إي يو (الإنجليزية)